# Serra dos Carajás

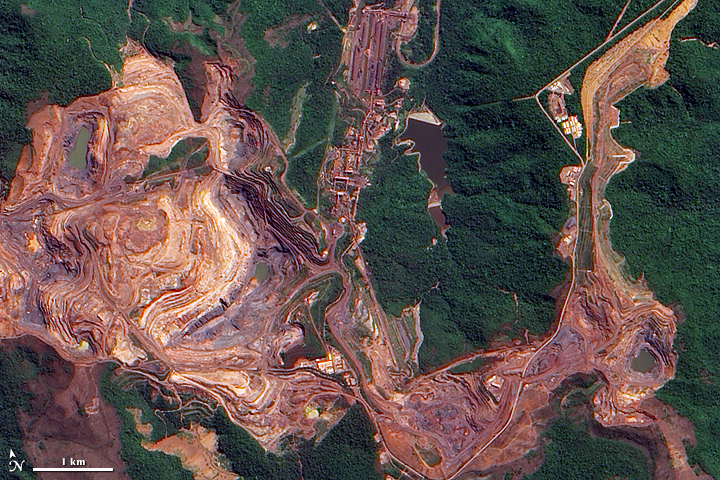
Mina de Carajás, vista por satélite en julio de 2009.

La Serra dos Carajás es una sierra en el estado brasileño de Pará. Recibe su nombre por ser un área donde en antaño habitaban los indígenas karajás. Actualmente, se caracteriza por su intensa actividad minera. El producto de la extracción de sus minas es transportado por el ferrocarril Carajás hasta el puerto de Ponta da Madeira. La Serra dos Carajás es la base del programa de explotación minera Grande Carajás.
La Serra dos Carajás está situada en el Parque Ecológico de Carajás, en el municipio de Parauapebas, al sur del estado de Pará. En ella está situada la más grande mina de hierro a tajo abierto del mundo, explotada hoy por la Companhia Vale do Rio Doce.
La mina de hierro de Carajás no es conocida solo por su tamaño, sino también por la calidad de la mena de hierro extraída, hoy considerada la más pura del mundo.
Además del hierro, esta gran provincia mineralógica tiene grandes reservas de manganeso, cobre, oro y menas raras.
También en la Serra dos Carajás existe el núcleo urbano de Carajás. El núcleo urbano es un área residencial subsidiada por Vale, donde residen los empleados de la empresa. 